# Duomo di Fidenza
La cattedrale di San Donnino, meglio nota come duomo di Fidenza, è il luogo di culto cattolico più importante di Fidenza, in provincia di Parma; realizzata in forme romaniche a partire dal 1117, è la chiesa madre della diocesi di Fidenza ed è sede di una parrocchia compresa nel vicariato di Fidenza.

## Storia
Famosa soprattutto per la facciata attribuita a Benedetto Antelami, che fu richiamato a Parma e lasciò l'opera incompiuta, la cattedrale, ricostruita dopo il terremoto del 1117 sopra la chiesa preesistente edificata nel V secolo e fatta ampliare in epoca longobarda e carolingia, è di tipico stile romanico, con facciata risalente al XII secolo. 
Almeno dal 1106 la prepositura di questa chiesa divenne chiesa nullius, segnalandone l'importanza mettendosi a capo di una piccola prelatura territoriale comprendente Borgo San Donnino (la moderna Fidenza) e "incuneata" tra tre diocesi (Parma, Piacenza e Cremona). La giurisdizione di tale prepositura fu ampliata nel 1601 per formare l'attuale diocesi di Fidenza inglobando l'intera parte meridionale della diocesi di Cremona (le 25 parrocchie dell'Oltrepò): il Duomo di Borgo San Donnino divenne così cattedrale.

## Descrizione

### Facciata

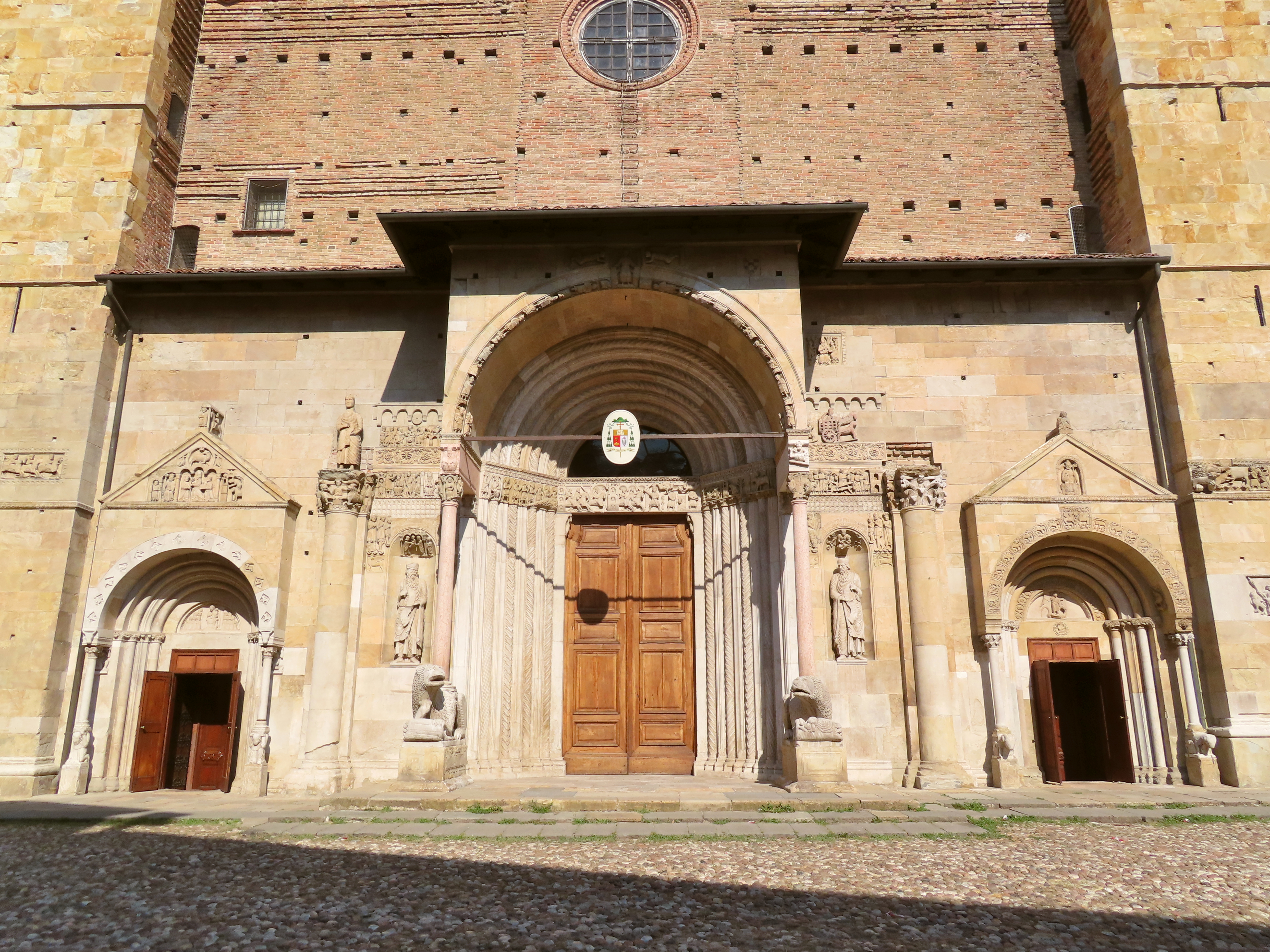
Parte inferiore della facciata

Il duomo di Fidenza è un complesso architettonico di stile romanico. La parte più bassa della facciata è ricoperta di marmo finemente scolpito, quella più alta è in arenaria. Vi sono tre portoni: quelli laterali sono detti "portone della Vita", affiancato da colonne sorrette da arieti, e "portone della Morte", affiancato da colonne sorrette da telamoni. Il portone centrale è "sorvegliato" da due leoni stilofori. Sopra questo portone è scolpito un prezioso bassorilievo raffigurante la vita di san Donnino, santo protettore della città. Nello spazio tra i due portoni minori e quello maggiore vi sono due nicchie nelle quali sono posti due figure bibliche: Ezechiele e Davide.
A fianco di queste nicchie vi sono due colonne. Una di queste sorregge la statua a tutto tondo dell'apostolo Simone, che tiene tra le mani una pergamena che indica la via per andare a Roma; poiché Fidenza è una delle tante città dove passa la via Francigena. Lungo i lati della cattedrale sono presenti dei bassorilievi raffiguranti passi della Bibbia, storie di santi o semplici raffigurazioni religiose. In un angolo della facciata è stata notata una scanalatura che serviva ai mercanti che allestivano le proprie bancarelle nei paraggi per misurare le stoffe che vendevano.

### Interni

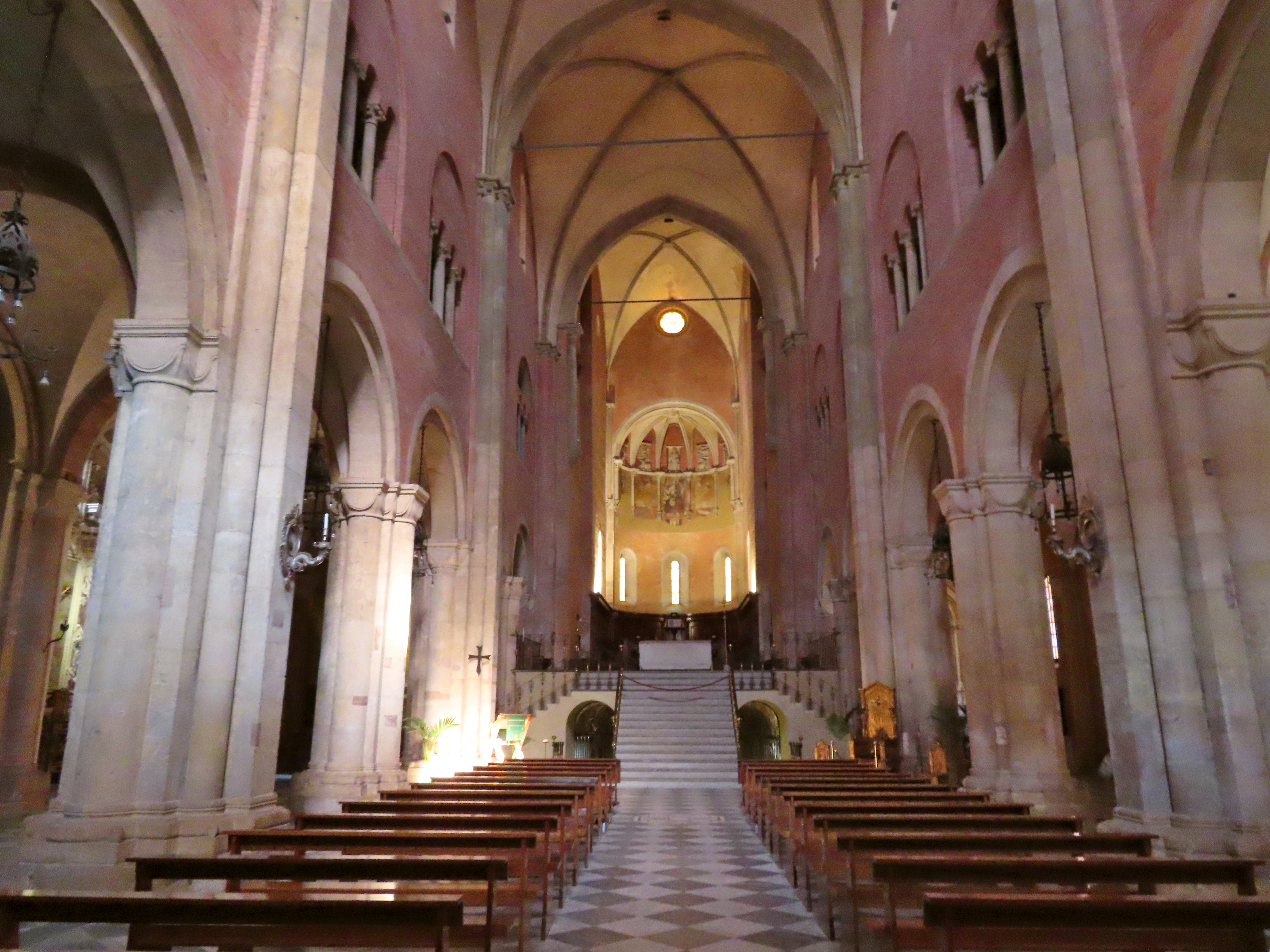
Navata centrale

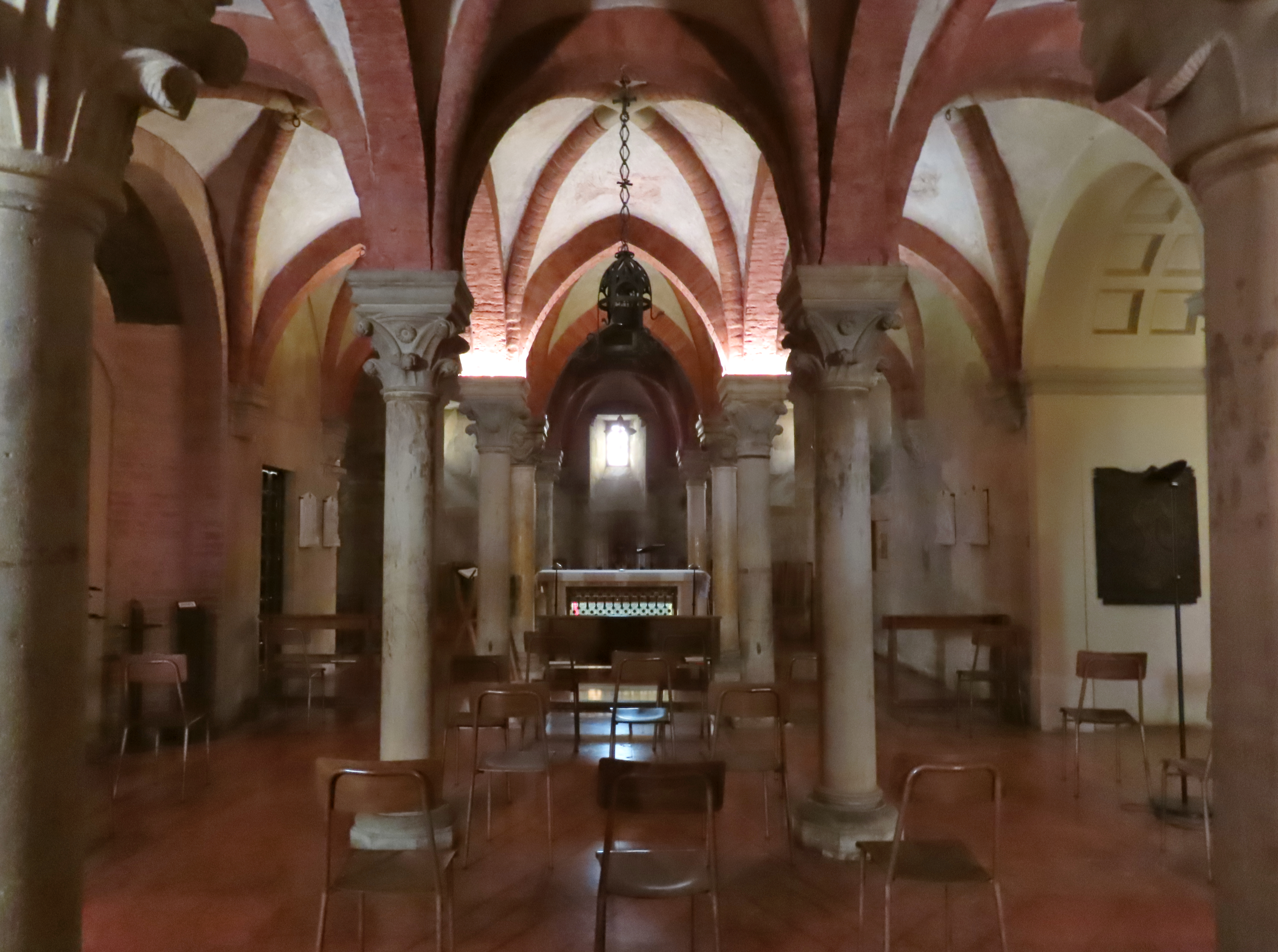
Cripta

Tre portali immettono nella chiesa che si divide in tre navate, divise da colonne unite da volte a crociera; l'altare è rialzato, vi si può accedere grazie a una serie di gradini di marmo bianco liscio e ammirare il coro. La cattedra, ovvero il seggio del vescovo, è ad ovest rispetto all'altare, anziché nell'abituale posizione a sud (i punti vengono indicati trovandosi di spalle rispetto all'abside).
Ai lati della scalinata che porta all'altare, ci sono due tendoni porpora che si aprono su due scalinate discendenti che immettono nella cripta, dove sono conservate e ben visibili le reliquie di San Donnino.

### Decorazioni scultoree

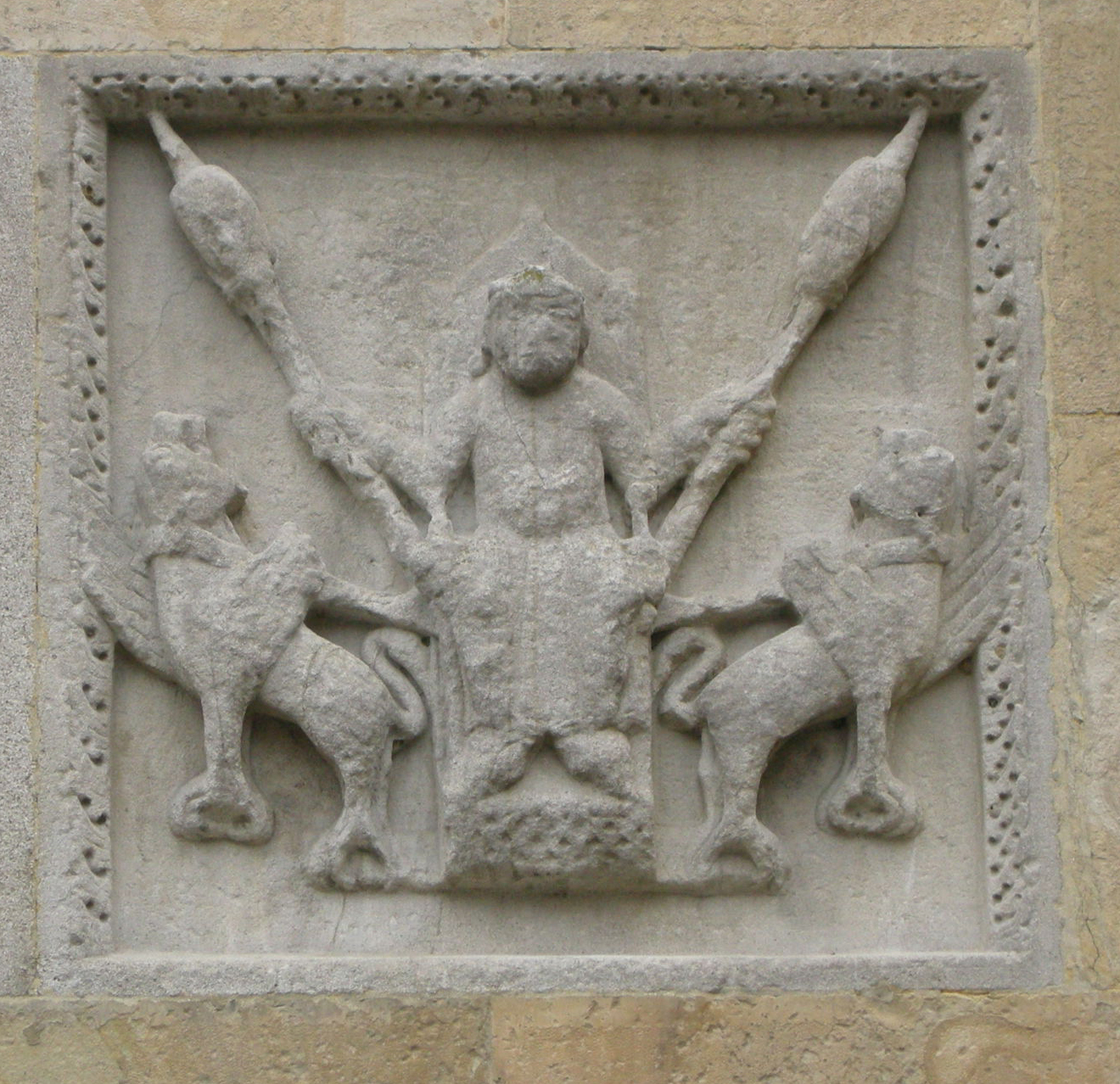
Formella del Volo di Alessandro Magno, legata al detto Ai tempi che Berta filava

Il duomo di Fidenza, come altre cattedrali romaniche, presenta in facciata numerosi bassorilievi ed alcune statue che si mostrano al pellegrino ed al fedele con intenti didascalici, come un libro d'insegnamenti religiosi fatto di immagini. Si tratta di opere scultoree eseguite da Benedetto Antelami e dalla sua scuola tra la fine del XII e l'inizio del XIII secolo; tra esse particolarmente raffinate sono le due statue poste nella nicchie ai due lati del portale maggiore, opere che unanimemente si ritengono direttamente eseguite dal maestro.
Il racconto per immagini risulta alquanto complesso ed intreccia tra loro l'omaggio alla Gloria di Cristo, con episodi del Vecchio e Nuovo Testamento, con temi cari alla devozione locale (La vita di San Donnino), con riferimenti a tradizioni storiche, leggende e immagini fantastiche care all'uomo medievale. Altri bassorilievi di scuola antelamica sono rinvenibili nella superficie esterna dell'abside e all'interno del duomo; altre ancora hanno trovato ricovero nel Museo diocesano.

## Misure
Per un confronto con le altre principali chiese romaniche della regione si riporta una tabella con le principali misure
|                           | Duomo di Piacenza | Duomo di Fidenza           | Duomo di Parma              | Duomo di Modena                          | Abbazia di Nonantola | Duomo di Ferrara             | Abbazia di Pomposa          | Abbazia di San Mercuriale        |
| ------------------------- | ----------------- | -------------------------- | --------------------------- | ---------------------------------------- | -------------------- | ---------------------------- | --------------------------- | -------------------------------- |
| Lunghezza totale esterna  | 85,0 m            | 50,5 m                     | 81,7 m (escluso il protiro) | 66,9 m                                   | 45,4 m               | 65,0 m (meno il coro 48,5 m) | 44,0 m (con atrio e abside) | originaria 32,5 m attuale 46,2 m |
| Lunghezza totale interna  | -                 | 47,0 m                     | 78,5 m                      | 63,1 m                                   | 52,0 m               | -                            | 42,0 m                      | -                                |
| Larghezza totale facciata | 32,0 m            | 26,6 m (comprese le torri) | 28,0 m                      | 24,7 m                                   | 25,1 m               | 22,8 m                       | 18,35 m                     | 15,40 m (escluso il campanile)   |
| Altezza esterna facciata  | 32,0 m            | -                          | 29,0 m                      | 22,3 m (coi pinnacoli 29,6 m)            | -                    | 17,0 m                       | 14,1 m                      | 12,85 m                          |
| Altezza campanile         | 71 m              | -                          | 64 m                        | 86,12 m (compreso rialzo del XIV secolo) | -                    | 45 m                         | 48,5 m                      | 75,58 m                          |